# Bahnhofstraße 63 (Bad Suderode)

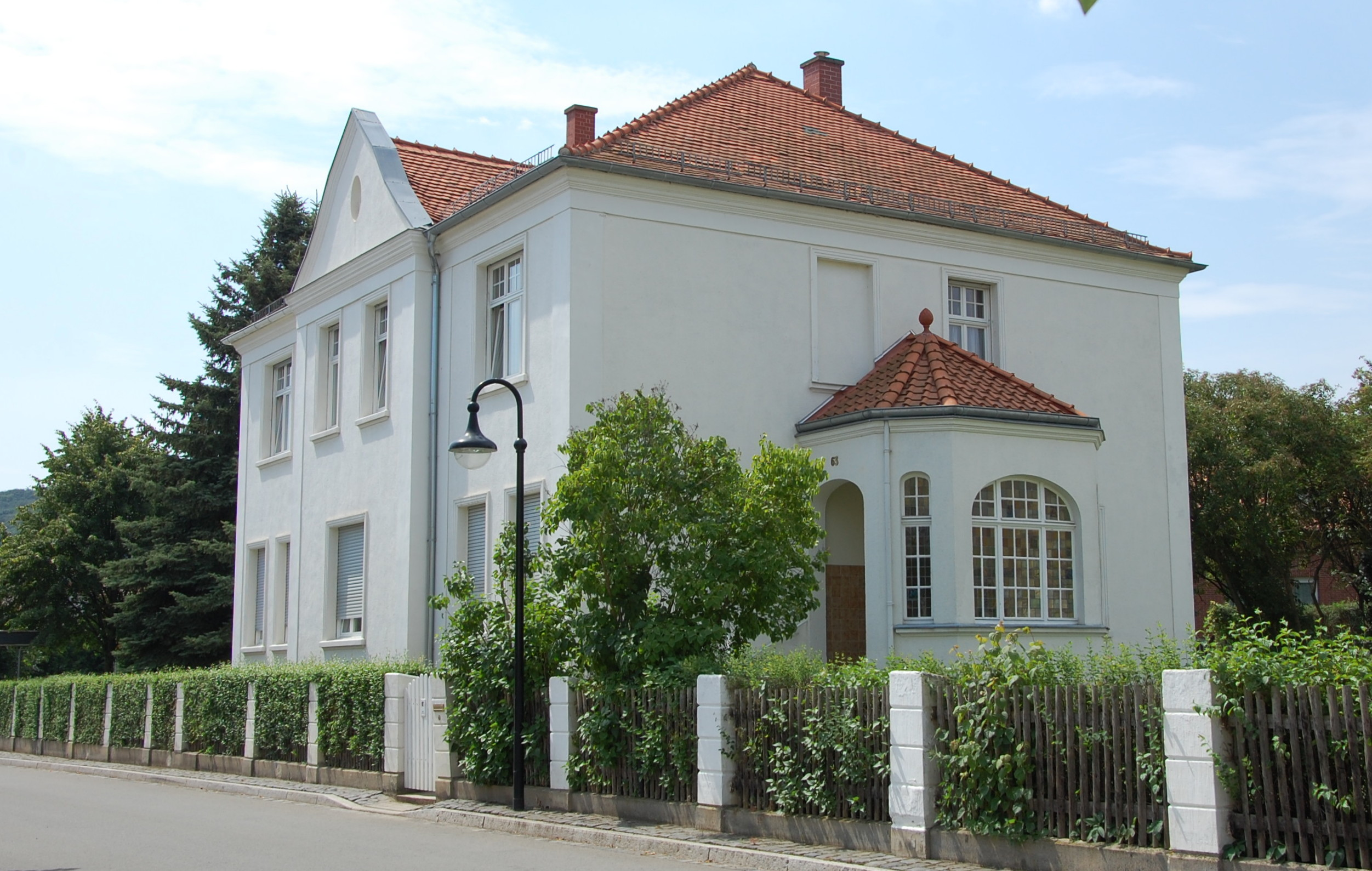
Haus Bahnhofstraße 63, Blick von Norden

Das Haus Bahnhofstraße 63 ist ein denkmalgeschütztes Gebäude im zur Stadt Quedlinburg in Sachsen-Anhalt gehörenden Ortsteil Bad Suderode.

## Lage
Es befindet sich im nördlichen Teil der Bahnhofstraße an der Ecke zur Chausseestraße, nördlich des Ortszentrums von Bad Suderode und ist im örtlichen Denkmalverzeichnis als Wohnhaus eingetragen.

## Architektur und Geschichte
Das zweigeschossige Gebäude entstand in der Zeit um 1910 und ist im Stil eines Palais gebaut. Die Fassade ist großzügig, aber schlicht gestaltet. Auf der Südseite ist vor das Haus ein großer Erker gesetzt.